# シルニキ
シルニキまたはスィールニキ（ロシア語: сырники、ウクライナ語: сирники、ベラルーシ語: сырнікі）は、白チーズを使ったパンケーキの一種で、ロシア料理、ベラルーシ料理、リトアニア料理、ウクライナ料理、ポーランド料理などの菓子である。ロシアでは、トヴォロージニキ（творожники）という名前でも知られる。

## 語源
シルニキの語源は、ロシア語のスィル（сыр）とされる。スィルは現代ロシア語では普通の（黄色い）ハードチーズを指すようになっているが、本来、スラヴ語派では白チーズを意味した。
ウクライナ語では現代でもシル（сыр）は「白チーズ」を指すが、ロシア語では白チーズを意味する語はトヴァロークという語に置き換わっている。

## 調理法や食べ方

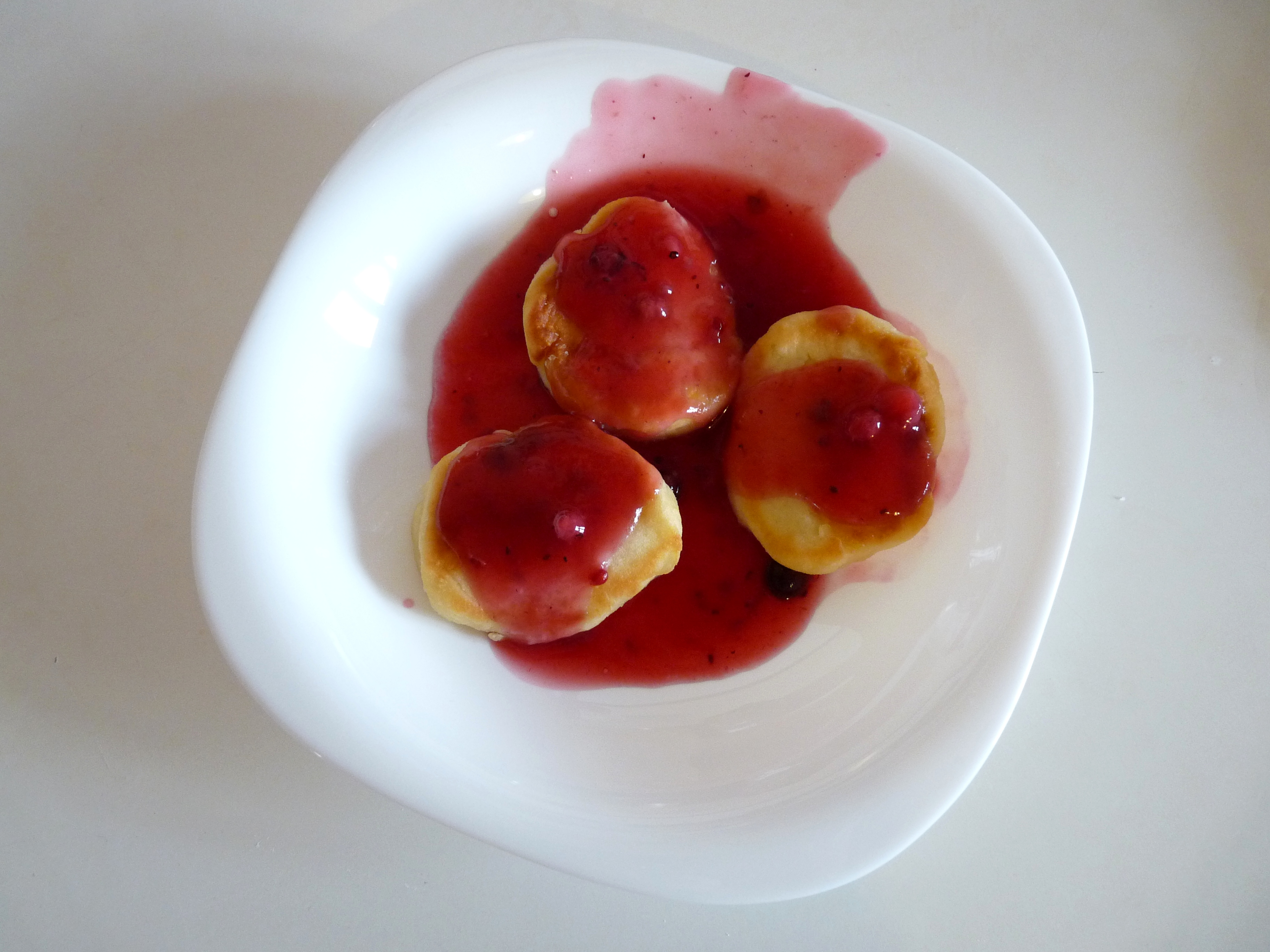
ロシアのシルニキ

シルニキ（別名トヴォロージニキ）は、まずトヴァロークという白いチーズ（ドイツ語でいうクワルク）に、小麦粉、鶏卵、砂糖を混ぜ、なるべく滑らかな生地を作る。時にヴァニラエッセンスを加える事もある。トヴァロークの代用品はドイツのクワルク、ポットチーズやファーマーチーズなど。
混ぜた生地をパンケーキのような平たい形に整形し、野菜油か熱したバターで揚げて作る。両面が軽くキツネ色の状態くらいに揚げ、柔らかいのでひっくり返すのが難しいが中がクリーミーな状態で仕上げるのがコツである。
シルニキは菓子として朝食や軽食の際に提供される。素朴な料理として東ヨーロッパで人気がある。
シルニキはサワークリーム、ジャムまたはヴァレニエ（ロシア風フルーツブレザーブ）、溶かしバターをつけて食べるのが慣習である。また、レーズンを入れて作ることもある。